# Lew Welch
Lewis Barrett Welch, Jr. (Phoenix, 16 agosto 1926 – ... scomparso il 23 maggio 1971), è stato un poeta statunitense associato a poeti, artisti e iconoclasti della Beat Generation.
Welch ha pubblicato ed è stato presente ampiamente nel corso degli anni 1960. Insegnò in un seminario di poesia nella sede di San Francisco della Università della California - Berkeley dal 1965 al 1970.
Si ritiene si sia suicidato il 23 maggio 1971, dopo aver lasciato una breve lettera. Il suo corpo non fu mai trovato.

## Biografia

### Gli anni della giovinezza
Welch nacque a Phoenix, in Arizona, da Lewis Barrett Welch e Dorothy Brownfield Welch. Quando i genitori si separarono, si trasferì con la madre e la sorella in California nel 1929. Si arruolò nell'United States Army Air Corps nel 1944 ma non fece mai servizio attivo. Lavorò per un breve periodo prima di entrare allo Stockton Junior College,
dove si interessò alle opere di Gertrude Stein.
Nel 1948, Welch si trasferì a Portland (Oregon) per frequentare il Reed College. Divenne condirettore della rivista letteraria del college e abitò con i poeti Gary Snyder e Philip Whalen. Welch decise di diventare uno scrittore dopo aver letto il racconto lungo "Melanctha" della Stein.

Welch scrisse la sua tesi sulla Stein nel 1950
e pubblicò poesie su riviste studentesche. William Carlos Williams visitò il college nell'ottobre del 1950 e incontrò i tre poeti. Ammirò le poesie giovanili di Welch e cercò di far pubblicare la sua tesi sulla Stein.

### Il mondo della pubblicità
Dopo il college, Welch si trasferì a New York dove lavorò come copywriter nel settore della pubblicità. Si è detto che lo slogan pubblicitario, "Raid Kills Bugs Dead" (Raid li ammazza stecchiti), fosse opera sua ma altri hanno messo in dubbio questa affermazione.
In ogni caso, probabilmente Welch non avrebbe voluto essere ricordato per questo.

In quel periodo iniziò a mostrare problemi emotivi e mentali e si recò in Florida per sottoporsi a una psicoterapia.
In seguito passò alla University of Chicago dove studiò filosofia e inglese. A Chicago, entrò nel reparto pubblicità della Montgomery Ward.
Stava lavorando in quell'azienda quando si svolgevano le famose Six Gallery reading a San Francisco, che contribuirono agli inizi di quello che sarebbe diventato noto come il San Francisco Renaissance.

### Gli anni della maturità
Volendo tornare alla poesia, Welch chiese di essere trasferito alla sede di Oakland della Montgomery Ward. Dopo il suo ritorno in California, iniziò a farsi coinvolgere nella scena letteraria di San Francisco. Ben presto abbandonò la pubblicità e si guadagnò da vivere come autista di taxi per poter dedicare più tempo alla scrittura. Divenne un partecipante attivo della cultura beat, vivendo in diversi periodi con Snyder e Lawrence Ferlinghetti. Nel 1960, la poetessa Lenore Kandel conobbe Welch e Snyder, che la introdussero nell'ambiente del movimento Beat.
Jack Kerouac ha basato il suo personaggio Dave Wain nel suo romanzo Big Sur (1962) su Welch.
Nel 1968 Welch firmò il manifesto "Writers and Editors War Tax Protest", col quale si rifiutava il pagamento delle tasse in segno di protesta contro la guerra del Vietnam.

### Matrimonio e famiglia
Welch si sposò con Mary Garber nel periodo in cui iniziò a lavorare presso la Montgomery Ward. Il matrimonio terminò poco dopo il licenziamento da quella ditta.
Convisse poi con la profuga polacca Magda Cregg e assunse il ruolo di patrigno del figlio di lei, Hugh Anthony Cregg, III. Cregg scelse poi il nome d'arte di Huey Lewis in onore di Welch.

### Il decesso
Il 23 maggio 1971, uscì dalla casa del poeta Gary Snyder a nord di Nevada city sulle montagne della California, lasciando un biglietto d'addio. Aveva portato con sé il suo fucile 30-30. Il suo corpo non fu mai trovato.

Nel biglietto Welch aveva nominato Donald Allen suo esecutore letterario.
Allen fece pubblicare gran parte delle opere di Welch dalla Grey Fox Press.

### Opere
- (EN) Jack Kerouac, Albert Saijo, Lew Welch, Trip Trap: Haiku on the Road, Bolinas (California), Grey Fox Press, 1973,  p. 57, ISBN 0-912516-04-6.
- (EN) Lew Welch, How I work as a poet & other essays/plays/stories, Bolinas (California), Grey Fox Press, 1973,  p. 139, ISBN 0-912516-06-2.
- (EN) Lew Welch, Selected Poems, a cura di Donald Allen, Prefazione di Gary Snyder, Bolinas (California), Grey Fox Press, 1976,  p. 94, ISBN 0-912516-20-8.
- (EN) Gary Snyder, Lew Welch, Philip Whalen, On Bread and Poetry: A Panel Discussion Between Gary Snyder, Lew Welch, and Philip Whalen, a cura di Donald Allen, Bolinas (California), Grey Fox Press, 1977,  pp. xv, 47, ISBN 0-912516-27-5.
- (EN) Lew Welch, I, Leo: An Unfinished Novel, a cura di Donald Allen, Bolinas (California), Grey Fox Press, 1977,  pp. xii, 82, ISBN 0-912516-24-0.
- (EN) Lew Welch, Ring of bone : collected poems, 1950-1971, a cura di Donald Allen, San Francisco, Grey Fox Press, 1979,  p. 233, ISBN 0-912516-03-8.
- (EN) Lew Welch, How I Read Gertrude Stein, Introduzione di Eric Paul Shaffer, San Francisco, Grey Fox Press, 1996,  pp. xxxii, 96, ISBN 0-912516-23-2.
- (EN) Lew Welch, I Remain - The Letters of Lew Welch & the Correspondence of His Friends (Volume 1: 1949-1960), a cura di Donald Allen, Bolinas (California), Grey Fox Press, 1980,  pp. X, 224, ISBN 0-912516-08-9.
- (EN) Lew Welch, Donald Allen, I Remain - The Letters of Lew Welch & the Correspondence of His Friends (Volume 2: 1960-1971), Bolinas (California), Grey Fox Press, 1980,  p. 208, ISBN 0-912516-42-9.

### Riferimenti
- (EN) Ann Charters, The Portable Beat Reader, New York, Penguin Classics, 2006,  p. 688, ISBN 0-14-243753-0.
- (EN) Dana Gioia, California poetry: from the Gold Rush to the present, a cura di Chryss Yost, Jack Hicks, Berkeley, Heyday, 2004,  p. 376, ISBN 1-890771-72-4.
Anteprima limitata (Google Libri): (EN) California poetry: from the Gold Rush to the present, su books.google.it. URL consultato il 28 agosto 2011.
- (EN) Jerry Martien, Out Looking for Lew: Bioregional Poetics & the Legacy of Lew Welch (PDF), su bigbridge.org, Big Bridge. URL consultato il 2 settembre 2011 (archiviato dall'url originale il 3 luglio 2011).
- (EN) Aram Saroyan, Genesis Angels: The Saga of Lew Welch & The Beat Generation, New York, William Morrow, 1979,  pp. 128, ISBN 0-688-03436-5.